# Banû ’Ammâr
Pour les articles homonymes, voir Ammar.
 Banû ’Ammâr  est le nom d’une famille de qâdîs qui ont régné sur Tripoli, de 1070 à 1109, c’est-à-dire pendant les quatre décennies qui précèdent la prise de la ville par les Croisés.

## Les débuts et l’apogée culturelle
Le fondateur de la famille, Abû Tâlib Amîn al-Dawla al-Hasan ibn ’Ammâr, était un fonctionnaire installé à Tripoli par les califes fatimides d’Égypte ou leur vizir. Dans la seconde moitié du XIe siècle, le califat s’affaiblit et les Seldjoukides commencent à envahir la Syrie, éliminant les Fatimides. Atsiz ibn Abaq, un officier turc, prend Jérusalem en 1071 et devient gouverneur de la Palestine, puis enlève Damas aux Fatimides en 1075. Il fait ses conquêtes au nom des Seldjoukides, mais est de fait indépendant.
Profitant des difficultés de ses maîtres, Abû Tâlib se rend indépendant de l’Égypte en 1070
. Il pratique ensuite une politique d’équilibre entre les Fatimides au sud et les Seldjoukides au nord en jouant sur leur rivalité : si l’un d’eux cherche à s’emparer de Tripoli, ses murailles lui permettent de tenir longtemps un siège et d’attendre une armée de secours venant de l’autre camp. 
Prudemment, Abû Tâlib et ses successeurs ne cherchent pas à accroître leur principauté, se contentent du titre de qâdî et font de Tripoli une cité riche et cultivée, célèbre pour son école et pour sa bibliothèque regroupant plus de cent mille volumes. A Abû Tâlib, mort en 1072, succède son neveu  Jalâl al-Mulk Abu’l Hasan ’Alî ibn Muhammad ibn ’Ammâr, puis en 1098 le frère de ce dernier, Fakhr al-Mulk Abû ’Ali ’Ammâr .

## Le passage de la première croisade
La première croisade traverse le pays au début de l’année 1099 et Fakhr al-Mulk conclut un accord avec les envoyés de la croisade, leur accordant le libre passage de ses États et le ravitaillement. Mais les envoyés, éblouis par les richesses de Tripoli, en font un rapport aux chefs croisés, excitant leur convoitise. Raymond de Saint-Gilles occupe Tortose et Maraclée et assiège ’Arqa, tandis que Godefroy de Bouillon et Robert Courteheuse assiège Gibelet. Mais des dissensions entre les croisés entre eux et avec les Byzantins permettent au qâdî de négocier le départ des croisés qui quittent Tripoli le 16 mai 1099,.
Les croisés prennent Jérusalem le 15 juillet 1099 et élisent l’un des leurs, Godefroy de Bouillon, pour gouverner la ville et le nouvel État. Il meurt le 18 juillet et Daimbert, patriarche de Jérusalem, revendique le gouvernement, voulant transformer le nouvel État en théocratie. Les proches de Godefroy s’y refusent et appellent le frère de Godefroy, Baudouin de Boulogne, alors comte d’Édesse. Mais cette venue ne satisfait pas tout le monde et Tancrède de Hauteville tente de bloquer son chemin. De leur côté, Duqâq, émir de Damas, cherche à tendre une embuscade à Baudouin et ses compagnons, près de Gibelet. Le qâdî de Tripoli, choisit clairement son camp et accueille Baudouin lorsqu’il arrive à proximité de Tripoli et le prévient de l’embuscade de Duqâq. Il faut dire que Buri Taj el-Moluk, lieutenant de Duqâq et fils de Tughtekin, occupait depuis quelques années pour le compte de son maître Jabala qui était auparavant dépendant de Tripoli. Buri régnant en tyran sur Jabala, les habitants de la ville se révoltent et appellent Fakhr al-Mulk, qui reprend la ville au mois d’août 1101.

## Le siège de Tripoli et la fin de la dynastie
Cette politique d’amitié avec les Francs prend fin en 1102, quand Raymond de Saint-Gilles jette son dévolu sur la région pour se tailler un fief. Il prend Tortose en février 1102, Gibelet en avril 1103 et met le siège devant Tripoli, dont il compte faire la capitale de son futur comté. Il fait construire une forteresse, le Mont-Pèlerin, que Fakhr al-Mulk tente de faire détruire au cours d’une sortie en 1104, mais en vain. Raymond de Saint-Gilles meurt en février 1105, mais sa mort ne met pas fin au siège, qui est repris par son cousin Guillaume Jourdain, comte de Cerdagne.
Ne voulant faire appel ni à Tughtekin, l’atabeg de Damas, avec qui il est toujours brouillé, ni aux Fatimides, qui exigeraient la suzeraineté et peut-être le destituerait, il fait appel à Soqman ibn Ortoq, vainqueur de la bataille de Harran, mais ce dernier meurt d’une angine à Palmyre en conduisant une armée de secours,.
Le blocus de la ville est de plus en plus étroit, et son ravitaillement se fait de plus en plus difficile. Fakhr al-Mulk fait saisir tous les vivres de sa ville pour les partager entre tous les habitants et impose les richesses pour financer la défense de la ville. Mais les bourgeois de la ville voient ses richesses partir ainsi, ses activités commerciales paralysées par le siège et certains d’entre eux quittent la ville, prêtent allégeance aux Francs et leur indique par quels sentiers la ville est ravitaillée. Le blocus devient total et l’émir, après avoir demandé l’extradition des traîtres, les fait assassiner (1106).
Au printemps 1108, le cadi Fakhr el-Moulk, lassé d’attendre les secours du sultan Saljûqide Muhammed Ier, se rend à Bagdad, escorté de 500 cavaliers et de nombreux serviteurs chargés de cadeaux (fin mars). Il passe par Damas, dominée à la mort de Dukak par l’atabek Tughtekin, qui l’accueille à bras ouvert. A Bagdad, le sultan le reçoit en grande pompe, mais préfère régler en premier lieu le problème de Mossoul. Fakhr el-Moulk, de retour à Damas en août, apprend que Tripoli a été donnée par les notables, las de l’attendre, au vizir d’Égypte Al-Afdhal qui ne parvient pas à empêcher la prise de la ville le 19 juillet 1108 . Fakhr al-Mulk se réfugie à Jabala, qu’il doit quitter le 23 juillet 1109, après que Tancrède s’en soit emparé.

### Sources
- René Grousset, Histoire des croisades et du royaume franc de Jérusalem - I. 1095-1130 L'anarchie musulmane, Paris, Perrin, 1934 (réimpr. 2006), 883 p.
- Amin Maalouf, Les Croisades vues par les Arabes, J’ai lu, 1983 (ISBN 978-2-290-11916-7)